# Борисовка (Костанайская область)
Борисовка (каз. Борисов) — упразднённое село в Карабалыкском районе Костанайской области Казахстана. Входило в состав Новотроицкого сельского округа. Ликвидировано в 2000-е года.

## Население
В 1999 году население села составляло 103 человека (46 мужчин и 57 женщин).